# Ottogi
Ottogi Co., Ltd. er en sydkoreansk fødevarevirksomhed med hovedkontor i Anyang, Gyeonggi-do. Det blev grundlagt i 1969 af Ham Tae-ho.